# Tertön
A tertön (tibeti: གཏེར་སྟོན་, wylie: gter szton) ősi szövegek vagy termák felfedezője a tibeti buddhizmusban. Sok tertönt tekintenek Padmaszambhava 25 fő tanítványának. A tertönöknek hatalmas átadási vonal rendszere alakult ki. A nyingma szent iratokat terma felfedezések után frissítették fel és terma tanítások segítettek sok buddhista és bon vallású gyakorló számára.

## Neves tertönök
Az általánosan elfogadott tibeti buddhista történelem szerint a legelső terma újbóli felfedezése Szangye lámával kezdődött (1000–1080). Ezután a legfontosabb tertönök közé tartoztak: Guru Csovang (1212–1270), Rigdzin Gödem (1307–1408), Dordzse Lingpa (1346-1405), Ratna Lingpa  (1403–1478), Pema Lingpa (1450–1521), Namcsö Mingyur Dordzse (1645–1667), Dzsigme Lingpa (1729-1798), Dzsamjang Khjence Vangpo (1820–1892) és Orgyen Csokgyur Lingpa (1829–1870). 
Úgy tartják, hogy az összes tertön "pecsétje" Dzsamjang Khjence Vangpo (1820-1892). Egyik látomásában tisztán látta a Tibetben és más országokban elrejtett összes termát. Ő volt a tibeti történelem egyedüli mestere, aki nemcsak megkapta, de tovább is adta mind a „hét átadást” (bka' babs bdun): a kanonikus tanításokat, a földből való kincseket, a rejtett kincseket, a tudat kincseit, a felhalmozásokat, a tisztánlátásokat és a víziókból származó aurális átadásokat. (Ricard, dátum nélkül).
Az évszázadok során egyre több tertönt ismertek meg az emberek. Közülük ötöt tartanak kiemelkedően fontosnak, akiket együttesen az „öt tertön királynak” neveznek:
1. Nyangral Nyima Özer (1124-1192)
2. Guru Csökji Vangcsuk (1212-1270)
3. Dordzse Lingpa (1346-1405)
4. Pema Lingpa (1445/50-1521)
5. Dzsamjang Khjence Vangpo (1820-1892)

Fontos tertönnek számít még Cangpa Gyare, a Drukpa vonal (12. század) alapítója.

## A nyolc nagy lingpa
A nyolc nagy lingpa (tibeti: གླིང་པ་བརྒྱད་, wylie: gling pa brgyad) nyolc fontos tertön volt a tibeti buddhizmus nyingma vonalában. Ezek a következők voltak:
- Rincsen Lingpa (1295-1375)
- Szangye Lingpa (1340-1396)
- Dordzse Lingpa (1346-1405)
- Ratna Lingpa (1403-1471)
- Kunkjong Lingpa (1408-1489)
- Pema Lingpa (or Padma Lingpa) (1445/50-1521)
- Tennyi Lingpa Padma Tsewang Gyalpo (1480-1535)
- Dzsamjang Khjence Vangpo (1820–1892)

## Tertön gyakorlatok
A tertönök számára állítólag nagyon fontosak voltak a kísérőhölgyek, akikkel gyakorolhatták a szexuális jógát annak érdekében, hogy felgyorsítsák a megvilágosodáshoz vezető folyamatot. Fremantle (2001: p. 19) állítása szerint:

A termák felfedezésének egyik fontos kritériuma a női princípium általi inspiráció, amely ugyanolyan fontos volt az elrejtésükkor is. A tertönök többsége férfi volt és általában a feleségük vagy más nők kísérték őket és akikkel nem feltétlenül volt szexuális kapcsolatuk. Végső soron, ezek a tertönök kiegészítő energiái voltak, amelynek mindig jelen kellett lennie.